# Lepthyphantes turbatrix
Lepthyphantes turbatrix is een spinnensoort in de taxonomische indeling van de hangmatspinnen (Linyphiidae).
Het dier behoort tot het geslacht Lepthyphantes. De wetenschappelijke naam van de soort werd voor het eerst geldig gepubliceerd in 1877 door Octavius Pickard-Cambridge.